# 본 스콧
본 스콧(Bon Scott, 1946년 7월 9일 ~ 1980년 2월 19일)은 오스트레일리아의 록 가수로, 1974년에서 1980년 사망 때까지 호주의 하드 록 밴드 AC/DC의 리드 싱어였다. 스코틀랜드 출신으로 1952년 6세 때 가족과 함께 호주의 멜버른 근교로 이주했다. 스콧은 더 스펙터즈를 결성, 드러머를 하면서 때때로 리드 보컬을 담당하고 있었다. 그 후에 여러 밴드를 섭렵하여, 1974년에 데이브 에번스 대신 AC/DC의 리드 싱어가 되었다. 1980년 2월 19일, 스콧은 런던에서 하룻밤 술을 마신 후에 급사했다. AC/DC는, 한때는 해산도 생각했지만 브라이언 존슨을 후임으로 잡았다. 스콧 사후 불과 5개월 후 추모 음반으로 Back in Black이 발표되었다.